# مدرسة باركي لاجي للفنون البصرية

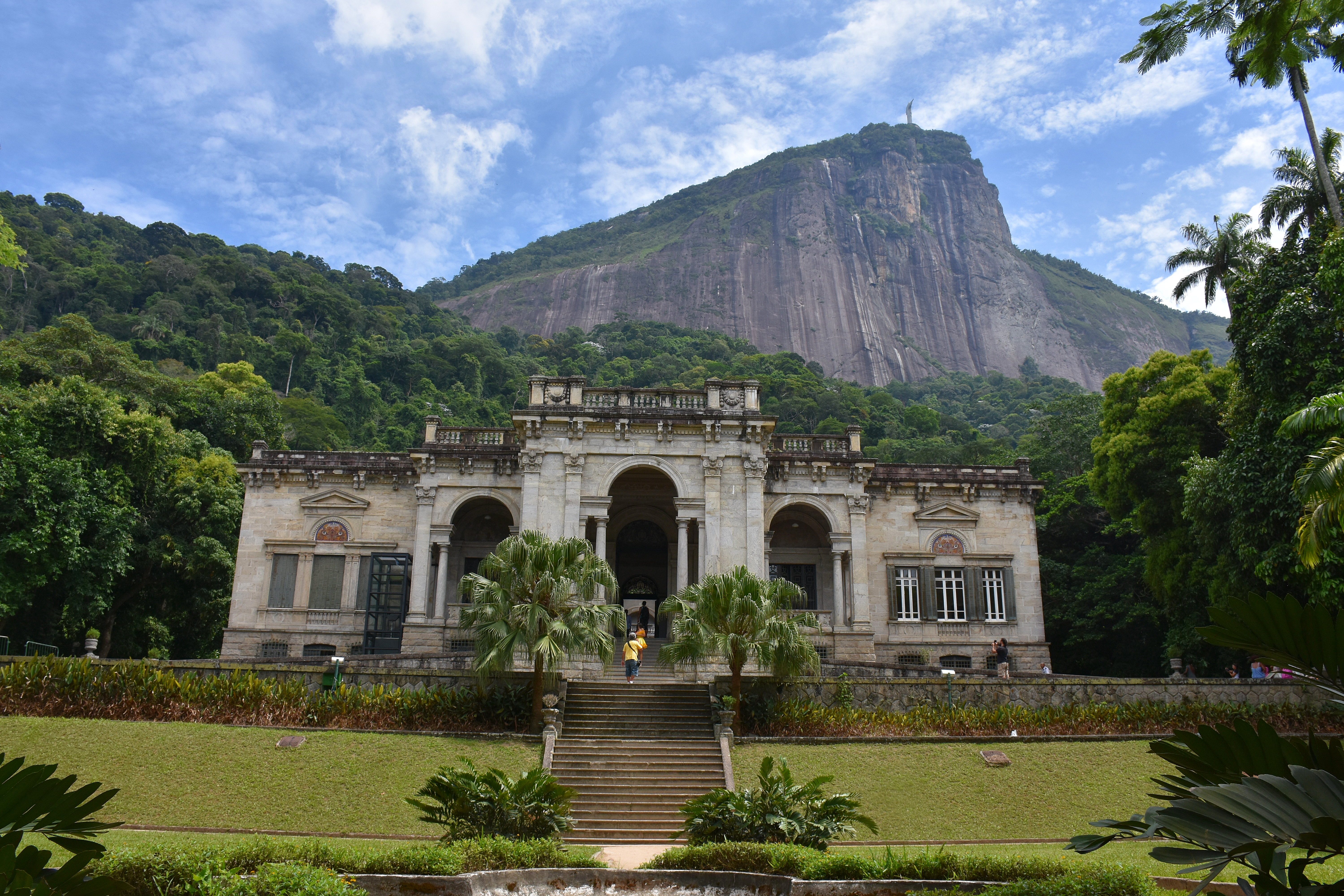

مدرسة باركي لاجي للفنون البصرية (بالبرتغالية: Escola de Artes Visuais do Parque Lage) تقع في باركي لاجي في ريو دي جانيرو في البرازيل، وبالتالي يشار إليها عمومًا على هذا المسمى، هي مدرسة لـ الفنون البصرية والتي بدأت بتفكيك أنشطة معهد بيلاس للفنون. أعيدت تسميته بمرسوم في عام 1975 حيث يقع في حي جارديم بوتانيكو، داخل المقر السابق لمالك السفينة البرازيلي هينريكي لاجي.

## التاريخ
تاريخ
تم إنشاء مدرسة باركي لاجي بواسطة روبنز جيرشامن في عام 1975، ويقع في قصر تاريخي تم بناؤه عام 1920 على يد المهندس المعماري ماريو فودري.
استضافت المدرسة برنامج «كيف حالك الجيل 80؟؟» كمعرض في عام 1984، وسلسلة عروض «روك برازيل». كما عرضت مسرحية «العاصفة» لشكسبير. تعتبر المدرسة مركزًا للمقاومة خلال الديكتاتورية العسكرية البرازيلية.